# Anamefiorinia casuarinae
Anamefiorinia casuarinae är en insektsart som först beskrevs av William Miles Maskell 1897.  Anamefiorinia casuarinae ingår i släktet Anamefiorinia och familjen pansarsköldlöss. Inga underarter finns listade i Catalogue of Life.